# Veïnat de Roma
El veïnat de Roma és un veïnat de Llofriu, a Palafrugell (Baix Empordà), protegit en conjunt com a Bé Cultural d'Interès Local.

## Descripció
L'antic veïnat de Roma és a uns 30 m al sud-oest del nucli de Llofriu, pel camí que voreja, una mica elevat, el curs sinuós de la riera de Llofriu.

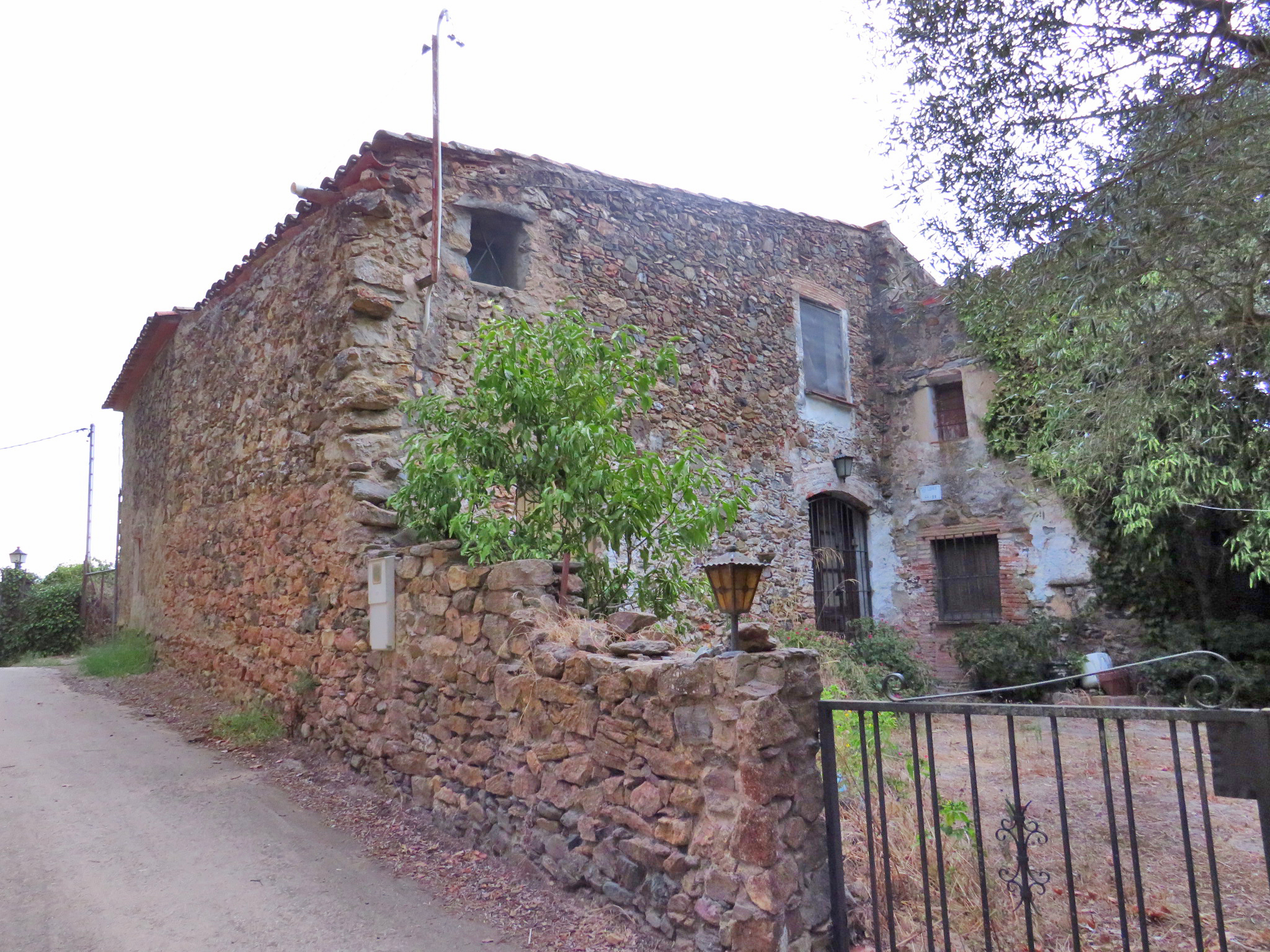
El mas de Roma, que dona nom al veïnat

El mas de Roma és una casa de dues plantes i tres crugies que tenia bona part del teulat enfonsat. La façana presenta obertures emmarcades en pedra i ampits motllurats les finestres. A la llinda de la porta situada a l'eix central hi ha gravat l'any 1736. L'edifici és fruit d'afegitons i refeccions.
Davant del mas hi ha un petit casalot que ha estat modificat. És l'únic edifici del lloc encara habitat. A poca distància vers llevant, al llarg del camí hi ha unes ruïnes que corresponen a un agrupament de tres o quatre casalots de dimensions molt reduïdes tots ells. Eren edificis de dues plantes. El grup de cases tenia un seguit de terrasses sobre voltes al llarg del costat de migdia. La construcció és feta a base de pedruscall i morter amb fragments de terrissa barrejats. Les obertures estan emmarcades en pedra.
Camí amunt, ja força separat del veïnat, hi ha el gran mas conegut com a Mas Pi, que ha estat restaurat com a segona residència. Consta de tres plantes i data dels segles XVII - XIX.